# Petra Sophia Zimmermann
Petra Sophia Zimmermann (* 1962 in Bonn) ist eine deutsche Kunsthistorikerin und Hochschullehrerin.

## Leben
Zimmermann, geborene Krämer, studierte von 1982 bis 1988 Kunstgeschichte, Orientalische Kunstgeschichte und Betriebswirtschaftslehre an der Rheinischen Friedrich-Wilhelms-Universität in Bonn. 1983 begann sie eine Banklehre bei der Dresdner Bank AG in Köln, die sie 1985 mit der Kaufmannsgehilfenprüfung abschloss. Im Dezember 1988 beendete sie ihr Studium mit dem Magister Artium am Kunsthistorischen Institut der Universität Bonn. Im Februar 1991 promovierte Zimmermann mit der Dissertation Urbanistik der Hochrenaissance. Leitideen in Theorie und Praxis. Das Beispiel Verona. am Kunsthistorischen Institut der Universität Bonn.
Von 1991 bis 1993 hatte Zimmermann einen Werkvertrag mit dem Landkreis Celle und dem Institut für Denkmalpflege in Hannover zur Erarbeitung der Publikation Denkmaltopographie Bundesrepublik Deutschland. Baudenkmale in Niedersachsen. Landkreis Celle, die 1994 veröffentlicht wurde. Ab 1993 bis 1998 hatte sie einen Lehrauftrag am Institut für Kunstgeschichte der Technischen Universität Braunschweig und von 1998 bis 2003 einen Lehrauftrag am Institut für Kunstwissenschaft der Hochschule für Bildende Künste in Braunschweig. Ihre Habilitation erfolgte im Jahre 2000 an der Hochschule für Bildende Künste Braunschweig im Fachgebiet Kunstwissenschaft/Neuere Kunstgeschichte.
Von 2002 bis 2007 hatte Zimmerman einen Lehrauftrag für Stadtbaugeschichte am Institut für Baugeschichte und Denkmalpflege der Fachhochschule Köln, Fakultät für Architektur. Seit 2007 lehrt sie  Kunstwissenschaft an dieser Fakultät. 2011 übernahm Zimmermann vertretungsweise Kunstgeschichtsvorlesungen im Sommersemester am Institut für Restaurierungs- und Konservierungswissenschaft der Fachhochschule Köln an der Fakultät für Kulturwissenschaften. 2016 wurde sie Professorin für Kunstgeschichte am Institut für Baugeschichte und Denkmalpflege der Technischen Hochschule Köln und im April 2017 Gastdozentin am Polytechnikum Mailand. Zimmermann ist Autorin zahlreicher Fachveröffentlichungen und bauhistorischer Gutachten.

## Werke (Auswahl)
- 111 Orte im und am Kölner Dom, die man gesehen haben muss. mit Klaus Hardering, Emons, Köln 2021, ISBN 978-3-7408-1296-6.
- 111 Orte am Gardasee und in Verona, die man gesehen haben muss. Emons, Köln 2014; ISBN 978-3-95451-344-4.
- Das Kölner Stadtgrün. Eine Entdeckungstour. mit Karla Krieger, Mercator, Duisburg 2009; ISBN 978-3-87463-444-1.
- Die Dynamik der 50er Jahre. Architektur und Städtebau in Köln. mit Stefanie Lieb, Imhof, Petersberg 2007; ISBN 978-3-86568-295-6.
- Die Architectura von Hans Vredeman de Vries. Entwicklung der Renaissancearchitektur in Mitteleuropa. Deutscher Kunstverlag, München/Berlin 2002; ISBN 3-422-06370-6.
- Denkmaltopographie Bundesrepublik Deutschland. Baudenkmale in Niedersachsen. Landkreis Celle. (als Bearbeiterin) CW Niemeyer, Hameln 1994; ISBN 3-87585-254-0. (Digitalisat auf digi.ub.uni-heidelberg.de, abgerufen am 27. September 2021)
- Urbanistik der Hochrenaissance. Leitideen in Theorie und Praxis – Das Beispiel Verona. Eul, Bergisch Gladbach 1991; ISBN 3-89012-239-6.